# Sant Esteve d'Orla
Sant Esteve d'Orla és l'antiga església parroquial del poble d'Orla, del terme comunal de la ciutat de Perpinyà, a la comarca del Rosselló, de la Catalunya del Nord.
És a l'extrem occidental del terme perpinyanenc, a prop del termenal amb el Soler.
En l'actualitat és perfectament visible en haver-se'n urbanitzat els entorns, i la mateixa església ha estat netejada i restaurada, però durant molt anys romangué amagada per altres construccions d'una propietat privada de caràcter agrari, i el mateix edifici romànic havia estat convertit en magatzem agrícola. Tanmateix, no ha estat acabades les obres de rehabilitació del seu entorn i de l'església mateixa, i encara roman inaccessible pel que fa al seu interior.

## Història

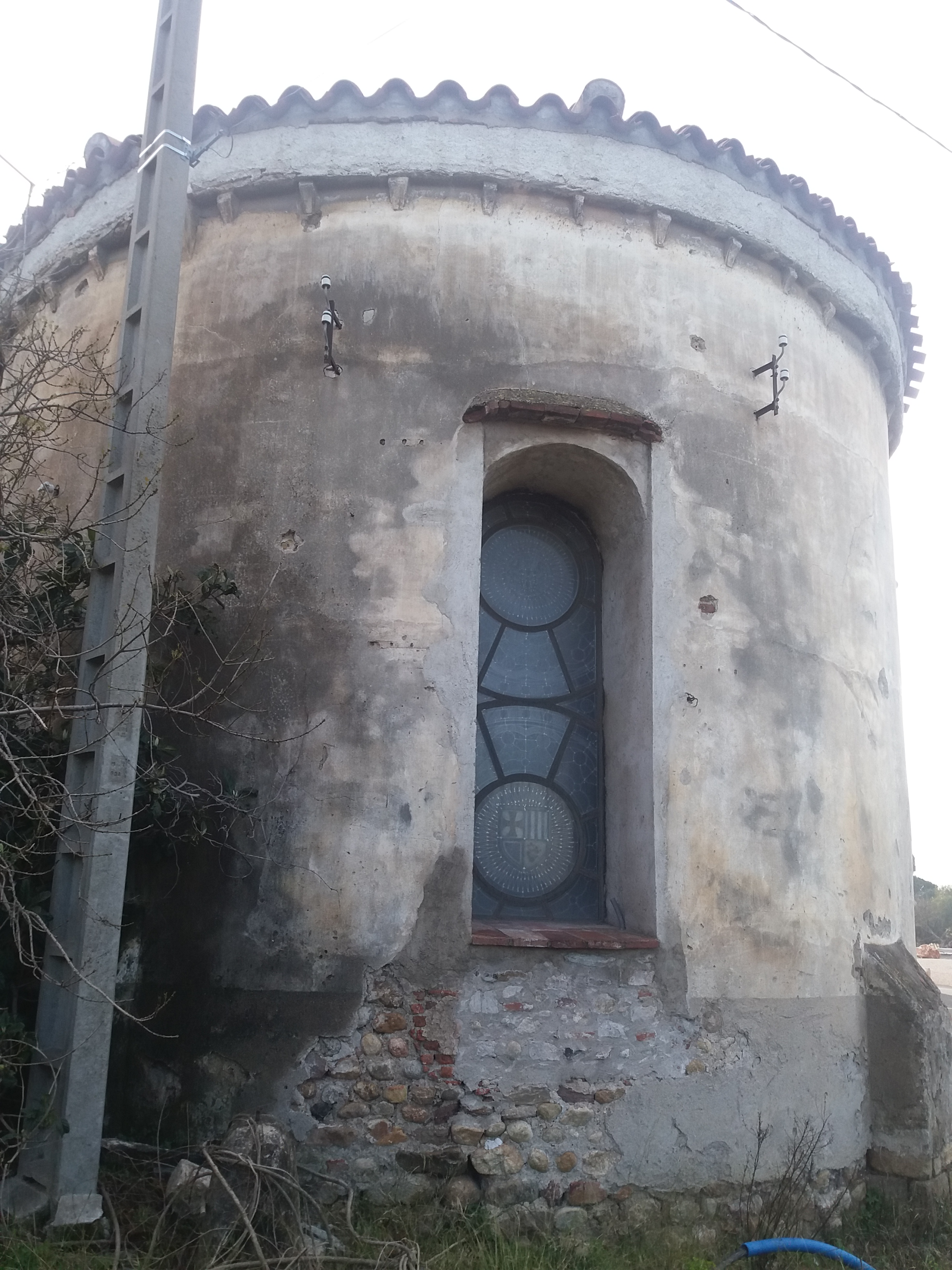
Absis de Sant Esteve d'Orla

La villam Orlam és esmentada el 832 com a afrontació nord de Vilanova de Raó i al llarg del segle x apareix en nombrosos documents. Els seus límits eren el Reart al sud i la Tet al nord, i el seu territori era travessa per la via Confluentana. L'església consta des del 1090. Al segle xii apareix Orla com a cognom, sobretot amb Berenguer d'Orla i el seu fill Pere Berenguer d'Orla. Aviat per casament passà a mans dels Castellnou, que, com les altres possessions dels Castellnou, passà per mans dels Fenollet, Perapertusa, etc, fins a arribar als Oms, senyors d'Oms i de Calmella, els descendents dels quals han arribat als nostres dies.

## L'edifici
És una església romànica de nau única, capçada per un absis semicircular força ample. L'única decoració exterior és una cornisa sobre permòdols al ràfec, així com dos contraforts, que poden ser primitius. La capçalera està quasi del tot intacta, però la nau quedà molt afectada per la masia en part construïda damunt mateix del temple. El mur nord també roman sense grans alteracions. L'interior permet veure l'arrencada de la volta amb una motllura, i tres, almenys, arcs formers, en part escapçats. El conjunt ha estat molts anys arrebossat i utilitzat per a feines agrícoles, coses quan n'han afectat molt l'estructura.